# World Party
World Party est un groupe de musique pop et rock alternatif britannique. Il est formé en 1986 par le chanteur et guitariste Karl Wallinger.

## Biographie
Après une performance au Rocky Horror Show, Wallinger se joint à un groupe de funk appelé The Out, avant de se joindre aux Waterboys en 1984 pour enregistrer l'album A Pagan Place. Après leur troisième album en 1985, This Is the Sea, Wallinger part pour former World Party.
En 1994, World Party enregistre When You Come Back to Me pour la bande son du film Reality Bites. Leur quatrième album, Egyptology (1997), qui est écrit après la mort de la mère de Wallinger, n'est pas un succès, même si le single She's the One remporte un Ivor Novello Award. En 1999, le chanteur britannique Robbie Williams en fait une reprise, qui se classe numéro un dans les charts anglais. Wallinger se met en pause pendant trois avant la sortie de l'album Dumbing Up en 2000.
Après cinq ans de convalescence, en 2006, Wallinger émerge de nouveau dans la scène. Avec son catalogue discographique racheté par EMI, un contrat de distribution est conclu (via son label Seaview) avec Universal Music, et ils jouent son premier show en dix ans, au South by Southwest au Texas. En septembre 2007, World Party joue avec Steely Dan ià leur première tournée en Australie. En 2009, World Party tourne sur la côte ouest américaine.

## Discographie

### Albums studio
- 1986 : Private Revolution
- 1990 : Goodbye Jumbo
- 1993 : Bang!
- 1997 : Egyptology
- 2000 : Dumbing Up

### Album live
- 2014 : World Party Live!

### Compilations et rééditions
- 1997 : A Brief History of the World Party
- 2006 : Dumbing Up
- 2007 : Best in Show[2]
- 2012 : Arkeology